# 567 Eleutheria
567 Eleutheria è un asteroide della fascia principale del diametro medio di circa 93,41 km. Scoperto nel 1905, presenta un'orbita caratterizzata da un semiasse maggiore pari a 3,1309245 UA e da un'eccentricità di 0,0958194, inclinata di 9,27312° rispetto all'eclittica.
Il suo nome è in omaggio alla Libertà che in greco viene indicata con la parola Eleutheria.